# Université de médecine de Lublin
L'université de médecine de Lublin (en polonais : Uniwersytet Medyczny w Lublinie, communément abrégé en UML) a été créée sous cette forme en 1950 sous le nom d'académie de médecine de Lublin (Akademie lekarska puis Akademia Medyczna im. Feliksa Skubiszewskiego w Lublinie), par transformation des facultés de médecine et de pharmacie de l'université Marie Curie-Skłodowska créées à partir de 1944 avec des professeurs venus des universités polonaises de Wilno et de Lwów désormais en territoire soviétique.
Elle est située à Lublin, chef-lieu de voïvodie et ville universitaire de l'Est de la Pologne.

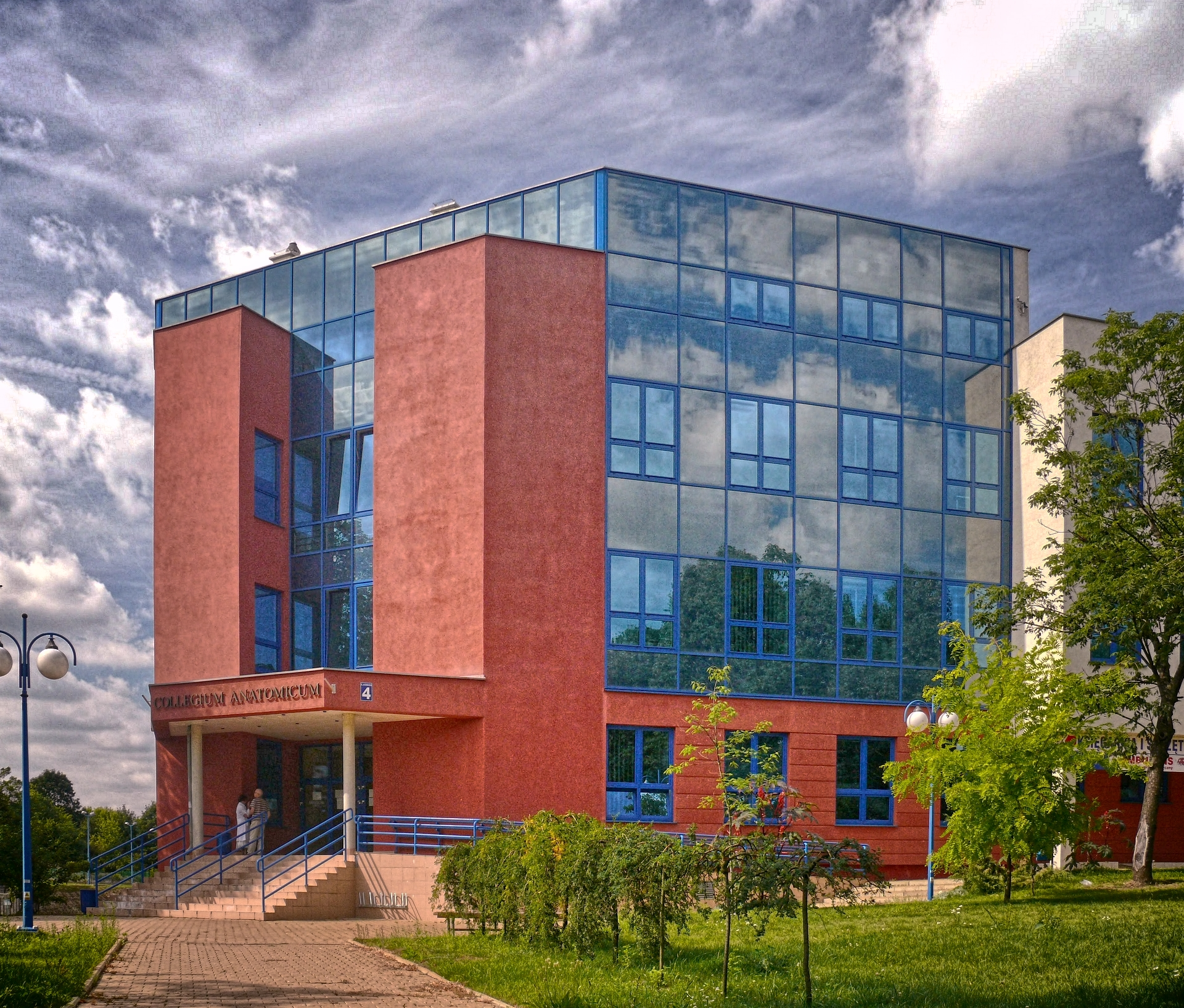
Collegium Anatomicum.

## Facultés
L'établissement compte actuellement quatre facultés :
- faculté de médecine I avec section d'odontologie (I Wydział Lekarski z Oddziałem Stomatologicznym)
- faculté de médecine II avec section anglophone pour étrangers (II Wydział Lekarski z Oddziałem Anglojęzycznym)
- faculté de pharmacie et d'analyse médicale (Wydział Farmaceutyczny z Oddziałem Analityki Medycznej)
- faculté de soins infirmiers et de sciences de la santé (Wydział Pielęgniarstwa i Nauk o Zdrowiu)